# RAMMap
RAMMap — бесплатная утилита, разработанная Марком Руссиновичем и Брайсом Когсвеллом из компании Sysinternals, которая предназначена для анализа использования физической памяти компьютера под управлением операционных систем Microsoft Windows.

## Описание
Утилита RAMMap предоставляет достаточно мощный и простой в использовании инструмент для осуществления анализа использования физической памяти. Предоставляет пользователям информацию о том, сколько памяти используют ядро операционной системы, запущенные приложения, драйвера, динамические библиотеки, компоненты и модули, а также как Windows управляет памятью.
Весь интерфейс внешне похож на диспетчер задач Microsoft Windows и разделён на вкладки для удобства.
Ко всему прочему, в технические возможности программы включены такие параметры, как создание текущего снимка работы оперативной памяти с последующим сохранением и загрузкой в любое время, расширенный поиск и обновление текущего состояния памяти.
Утилита распространяется отдельным дистрибутивом, а также включена в пакет утилит Sysinternals Suite.